# カンバーランド駅
カンバーランド駅（英語：Cumberland Station）はメリーランド州カンバーランドイースト・ハリソン・ストリート201にある駅。 ボルチモア・ワシントン国際空港行きバスの乗り換えが出来る。無人駅である。

## 利用可能な鉄道路線／列車
アムトラックの停車する列車は下記の通り。
シカゴとワシントン間の夜行長距離列車キャピトル・リミテッド号…1日1往復停車